# Amphorogyne celastroides
Amphorogyne celastroides là một loài thực vật có hoa trong họ Santalaceae. Loài này được Stauffer & Hürl. mô tả khoa học đầu tiên năm 1957.